# Хан, Лал
Лал Хан (англ. Lal Khan, урду لال خان‎), урождённый Танвир Гондал (англ. Tanveer Gondal; июнь 1956 — 21 февраля 2020) — пакистанский политический активист и теоретик марксизма троцкистского толка.
Врач по профессии, прекратил заниматься медициной, чтобы посвятить свое время политической деятельности. Приняв имя Лал Хан, он стал лидером пакистанской марксистской организации «Борьба» (работавшей как секция троцкистского Комитета за рабочий интернационал, а затем Международной марксистской тенденции, а также как энтристская группа внутри левоцентристской Пакистанской народной партии) и редактором её газеты. Он также регулярно писал статьи для изданий Daily Times и Dunya.
Умер 21 февраля 2020 года после более чем годичной борьбы с раком.

## Биография

### Образование и изгнание
В 1970-х был студентом медицины в колледже и политическим активистом в Пакистане, когда военный переворот генерала Зия-уль-Хака сверг левонационалистическое правительство Пакистанской народной партии, а затем повесил первого демократически избранного премьер-министра страны Зульфикара Али Бхутто. Лал Хан провел в тюрьме год, а после освобождения поступил в университет в столице Пакистана Исламабаде>.
В 1980 году переехал в Нидерланды, опасаясь смертного приговора в Пакистане. В изгнании окончил Амстердамский свободный университет и прожил в Голландии ещё восемь лет. В 1988 году он вернулся в свою страну и оставил свою профессию врача, чтобы в качестве освобождённого работника посвятить себя революционной политике. 

### Политическая деятельность

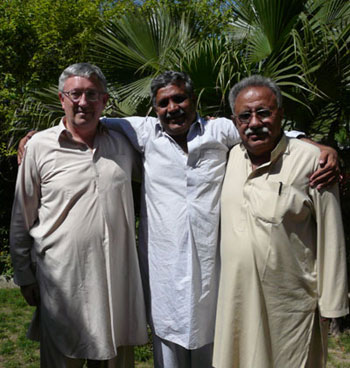
Алан Вудс, Лал Хан и Джам Саки

Был ведущим участником группы «Борьба», основанной на идеях Маркса, Энгельса, Ленина и Троцкого. Организация выступает за социалистические преобразования в стране, требуя требует национализации командных высот экономики под рабочим контролем, бесплатного доступного образования для всех граждан Пакистана, искоренения безработицы, религиозного экстремизма и радикализма. Был редактором Asian Marxist Review и международным секретарем Пакистанской кампании защиты профсоюзов.
Лал Хан критиковал разделение Индии и выступал за воссоединение государств Индийского субконтинента, которое, по его словам, могло залечить старые раны между странами и решить конфликт в Кашмире. Пропагандируя общую социалистическую революцию, Хан заявлял, что «пять тысяч лет общей истории, культуры и общества слишком сильны, чтобы их можно было разорвать этим разделом». Его взгляды описаны в книге «Кризис на Индийском субконтиненте. Раздел: можно ли его преодолеть?» (Crisis in the Indian Subcontinent, Partition: Can it be Undone?), в котором Хан утверждал, что «революционная трансформация экономики и общества является важнейшей предпосылкой для воссоединения субконтинента».
12-13 марта 2011 г. в Лахоре прошел крупнейший ежегодный съезд «Борьбы». В мероприятиях организации принимала участие и будущая нобелевская лауреатка Малала Юсуфзай. В октябре 2013 года Хан обвинил её сторонников на Западе в попытках аппроприировать её образ и в замалчивании её социалистического бэкграунда.
В совместном заявлении в августе 2016 года Лал Хан и генеральный секретарь Коммунистической партии Индии (марксистской) в Джамму и Кашмире Мохаммед Юсуф Таригами призвали к революционному единству между рабочим классом Индии и Пакистана для разрешения Кашмирского конфликта и ниспровержения капитализма на субконтиненте.

## Избранные публикации
- Ливанско-израильская война (Lebanon-Israel War): в этой книге 2009 года, подробно обсуждается не только тогдашний конфликт между Ливаном и Израилем, но и более продолжительная история войн и революций во всем регионе. Также подробно обсуждается меняющаяся роль Ирана в регионе и возможность военной кампании против него.
- Другая история Пакистана — Революция 1968-69 (Pakistan’s Other Story — The Revolution of 1968-69): исследование студенческого и рабочего движения конца 1960-х годов, породивший революционную ситуацию в стране. Хан утверждает, что из-за недостатка решимости революционного руководства возможность создать рабочее государство была упущена[17][18].
- Кашмир, революционный выход (Kashmir, A revolutionary way out): рассматривается возможность освобождения Кашмира в рамках объединённой социалистической федерации Южной Азии[19].